# Sphaeropthalma mendica
Sphaeropthalma mendica (лат.) — вид ос-немок из подсемейства Sphaeropthalminae.

## Распространение
Северная Америка: США (Айдахо, Аризона, Калифорния, Колорадо, Невада, Юта).

## Описание
Осы-немки с бескрылыми самками (самцы крылатые). Голова и грудь оранжево-коричневые. От близких видов отличаются следующими признаками: у самцов жвалы слабо иссечены вентрально с нечётким базальным зубцом, а вершина трёхзубчатая и наклонная, задний край головы квадратный, мезостернум без отростков, вторая метасомальный сегмент имеет отчетливую войлочную линию, пигидий гранулированный. Гениталии этого вида очень похожи на гениталии S. angulifera.
У самок S. mendica спинная сторона тела покрыта густыми прямостоячими красными или бледно-оранжевыми брахиплюмозными щетинками, скрывающими покровы; вентральный край жвал слегка вырезан, но не имеет вентрального зубца и дорсального зубца на окончании дорсального киля; голова под глазами расширяется в сторону челюстных сочленений; первый сегмент метасомы сидячий со вторым сегментом; пигидий имеет продольно полосатую форму и гранулирован между бороздками; глаза больше, чем расстояние от заднего края глаза до макушки головы (глаз в 1,2—1,4 раза больше длины от края глаза до макушки головы); апикальные края тергитов с густой каймой из белых перистых щетинок. Грудь самок грушевидной формы. Коготки лапок без зубцов. Предположительно как и другие виды рода — паразитоиды куколок ос и пчёл.

## Классификация
Вид был впервые описан в 1871 году американским энтомологом Charles A. Blake под названием Agama mendica. Видовой статус подтверждён в ходе ревизии, проведённой в 2015 году американскими энтомологами Джеймсом Питтсом и Эмили Садлер (Department of Biology, Университет штата Юта, Логан, США). Включён в состав видовой группы S. unicolor species-group вместе с видами S. unicolor, S. angulifera, S. tetracuspis и другими.